# 873
873 (DCCCLXXIII) fue un año común comenzado en jueves del calendario juliano, en vigor en aquella fecha.

## Acontecimientos
- Diego Rodríguez Porcelos es nombrado Conde de Castilla tras la muerte de su padre Rodrigo de Castilla.

## Fallecimientos
- Alkindi, filósofo árabe.
- Vimara Pérez, noble de la reconquista.

## Ciencia Ficción
- El inicio del videojuego Assassin's Creed: Valhalla toma lugar en este año